# Marco Corner (1406-1479)
Pour les articles homonymes, voir Marco Cornaro (homonymie).
Marco Corner, dit le Cavalier (1406 - † 1479), est un patricien vénitien descendant de Marco Corner, 59e doge de Venise. 

## Biographie
Il naquit en décembre 1406 ; il était l'arrière-petit-fils du doge Marco Cornaro.
Il épousa en 1444 Fiorenza Crispo (1422 † ?), fille de Niccolo Crispo, de la famille des ducs de Naxos, dont il eut plusieurs enfants dont Catherine Corner (1454-1510), dernière reine du royaume de Chypre. Il reçut son titre de Cavalier lors d'une visite de l'empereur Frédéric III en 1452.
En 1457, le Cavalier fut écarté de toutes les charges du pouvoir pour avoir couvert les malversations de son frère, Andrea Corner, accusé d'avoir tenté d'acheter des voix pour une assemblée extraordinaire du Sénat ; il se réfugia alors à Chypre où il possédait des domaines. Il s'y enrichit considérablement, et les rois Jean II et Jacques II devinrent ses obligés, n'ayant pu lui rembourser des sommes importantes qu'il leur avait avancées. C'est ce dernier, recherchant une épouse, qui devint le gendre de Marco Corner en épousant sa fille Catherine Corner en 1472. L'année suivante, le Cavalier devint brièvement grand-père du dernier roi de Chypre, Jacques III de Chypre qui décéda avant d'avoir un an. Sa fille étant maintenant reine de Chypre, sous la tutelle de la république de Venise, Marco Corner continua à jouer un rôle en intercédant auprès des doges Pietro Mocenigo et Andrea Vendramino (beau-père d'une autre fille de Marco). Après avoir fait un dernier voyage à Chypre pour voir sa fille isolée, le Cavalier mourut en 1479. 
Il est enterré dans la chapelle Corner de l'église Santi Apostoli à Venise.